# Vanhartenia paoliellae
Vanhartenia paoliellae är en stekelart som beskrevs av Jaroslav Stary och Harten 1974. Vanhartenia paoliellae ingår i släktet Vanhartenia och familjen bracksteklar. Inga underarter finns listade i Catalogue of Life.